# Bratva
Bratva (en cyrillique : братва) est un mot d'argot russe. Il est employé par les organisations criminelles en Ukraine mais aussi par les organisations criminelles russes et d'autres pays de l'ex-Union soviétique. Ce terme signifie en russe « confrérie » ou « l'ensemble des frères » et sert à désigner les membres du groupe autour de son chef.
Il existe d'autres synonymes d'argot pour « Bratva » tels que Kentovka et Sem'ya (« famille »). Ces termes sont utilisés dans d'autres régions de Russie, en particulier dans la partie Extrême-Orientale, et dans les pays de l'ex-Union soviétique. 
Les Bratva sont spécialisées dans les crimes et les actions illégales les plus divers tels que le racket, les enlèvements et les assassinats, la corruption de fonctionnaires et politiques, le trafic de drogues et d'armes, le blanchiment d'argent, la prostitution, le proxénétisme, la traite des femmes, le passage de clandestins, les extorsions, l'infiltration d'entreprises légales et le « cyber-crime ». On les trouve plus spécialement à Iekaterinbourg avec la Tsentralnaya Bratva (confrérie du centre), à Saint-Pétersbourg avec la Kazanskaya Bratva (confrérie de Kazan) ou bien encore à Moscou avec la Solntsevskaya Bratva (confrérie de Solntsevo), la Podolskaïa Bratva (confrérie de Podolsk), la Dolgoprudnenskaya Bratva (confrérie de Dolgoproudny), la Izmailovskaya Bratva (confrérie d'Izmaïlovo)…
En février 2000, le membre d'une Bratva, Natan Gozman, a été extradé de Pologne vers les États-Unis et condamné en 1995 pour avoir sectionné le phallus du boxeur russe Sergei Kobozev.
L'ancien président ukrainien Viktor Ianoukovytch a été soupçonné de fraudes lors des votes et accusé de liens avec la mafia locale (la bratva), d'être très proche du « clan de Donetsk » (le puissant lobby local d'hommes politiques et d'affaires) et de collaborer avec le KGB. Il a été condamné à deux reprises, en 1968 et 1970, pour vol ainsi que pour coups et blessures. Des peines « infondées » qui ont été plus tard annulées par la justice soviétique, assure sa biographie officielle.  

## Sources
- Arnaud Kalika, Russie, le Crime organisé, évolution et perspectives, Note MCC d'Alerte, Département de recherche sur les menaces criminelles contemporaines, Institut de criminologie de Paris-Université, Paris II, Panthéon-ASSAS, 5 octobre 2005.